# Rathaus (Moosburg an der Isar)

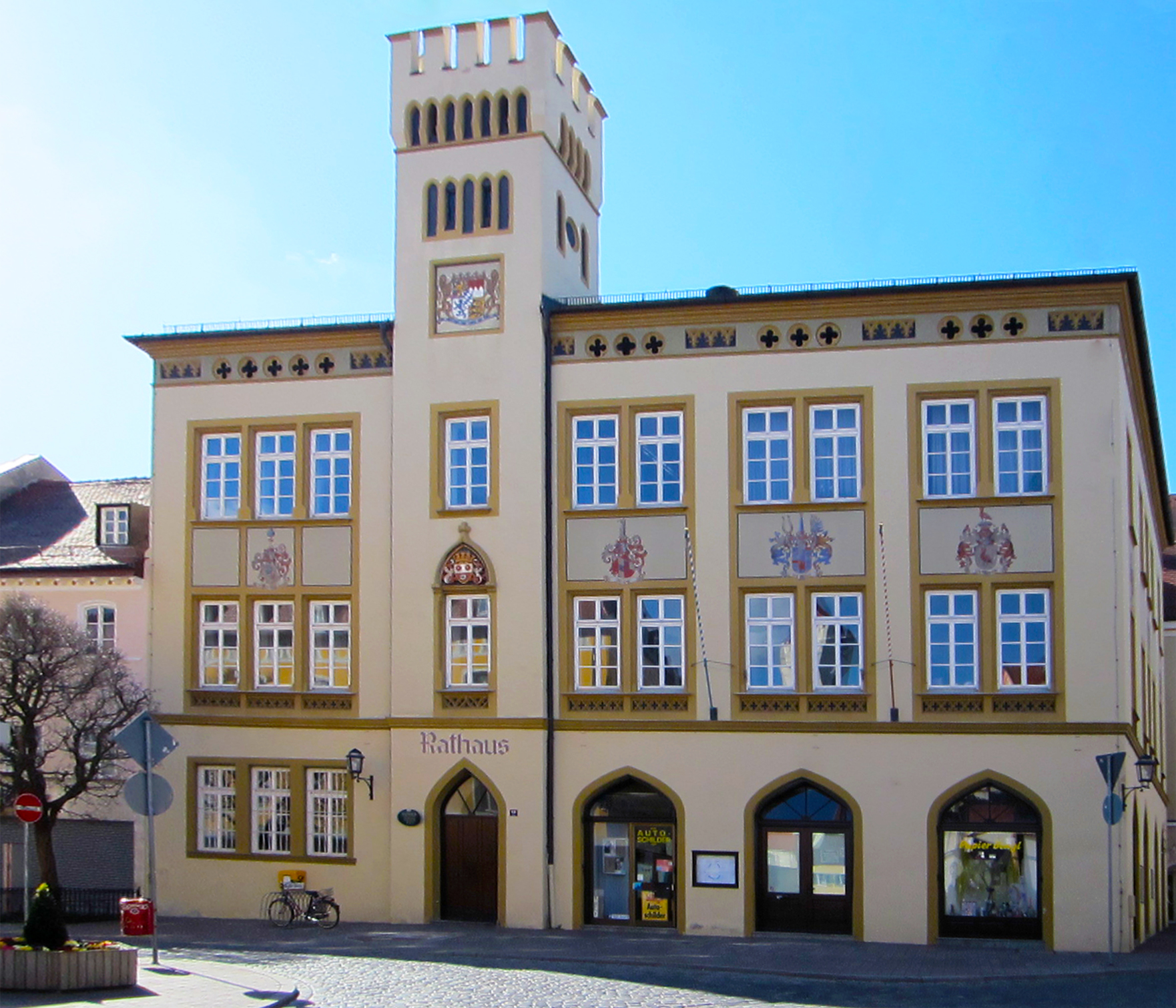
Rathaus in Moosburg an der Isar

Der Rathaus in Moosburg an der Isar, einer Stadt im oberbayerischen Landkreis Freising, wurde 1867 errichtet. Das Rathaus am Stadtplatz 13 ist ein geschütztes Baudenkmal. 
Der dreigeschossige neugotische Bau mit Innengiebel und Uhrturm wurde an der Stelle der Schrannenhalle errichtet.